# Alexander Abanov
Alexander (o Alexandre ) G. Abanov es un físico estadounidense.

## Biografía
Recibió su doctorado de la Universidad de Chicago en 1997. Actualmente es profesor de física en la Universidad Stony Brook. Su área de estudio abarca el campo de la física teórica de la materia condensada. Fue elegido miembro de la Sociedad Estadounidense de Física en 2016.